# Chiesa di Santa Elisabetta (Marburgo)
La Chiesa di Santa Elisabetta (Elisabethkirche) è una chiesa di Marburgo, nel Circondario di Marburgo-Biedenkopf. La chiesa, a tre navate a sala con coro trilobato e facciata rinserrata tra due torri gemelle, è una delle prime chiese in stile gotico tedesco.
Fu costruita a partire dal 1235 ai piedi del Castello di Marburgo e consacrata nel 1283. La chiesa, voluta dall'Ordine Teutonico, conserva le spoglie di Santa Elisabetta d'Ungheria, che ne fece uno dei più importanti luoghi di pellegrinaggio in Occidente nel Basso Medioevo.
La Chiesa di Santa Elisabetta è la chiesa parrocchiale di Marburgo, nella Diocesi Evangelica di Assia elettorale-Waldeck, appartenente alla Chiesa evangelica in Germania.

## Storia
Elisabetta d'Ungheria fondò l'ospedale a Marburgo nel 1228, dove si prese cura dei malati e dei bisognosi sino alla sua morte, avvenuta nel 1231. Nella cappella dell'ospedale, che fu consacrata a San Francesco d'Assisi e forse anche adibita a ospitare i malati, fu sepolta in una fossa con una lastra di pietra. La cappella, lunga 38 metri, consisteva in un edificio a corridoio che andava da est a nord-est, un edificio separato ad est con abside semicircolare e torre ovest a pianta quadrata, che presumibilmente non fu completato, poiché la costruzione della Chiesa di Santa Elisabetta iniziò nel 1235.
Immediatamente dopo la morte di Elisabetta iniziarono i pellegrinaggi e furono attestate numerose guarigioni miracolose. Nel 1234 il langravio Corrado di Turingia, cognato di Elisabetta, fece trasferire all'Ordine Teutonico la proprietà del complesso ospedaliero con la Cappella di San Francesco e la tomba di Elisabetta.
In occasione della canonizzazione di Elisabetta, Papa Gregorio IX con una lettera di privilegio del 30 maggio 1235 autorizzò l'Ordine Teutonico alla costruzione della chiesa, i cui lavori iniziarono nello stesso anno. La prima pietra fu probabilmente posata il 14 agosto 1235, vigilia della celebrazione dell'Assunzione di Maria.
Mentre la torre ovest e la cappella dell'ospedale furono demolite negli anni '30 del XIII secolo, l'edificio est fu probabilmente tenuto sino agli anni '50 per non interrompere il culto delle reliquie.
Il 1º maggio 1236, alla presenza dell'imperatore Federico II di Svevia, i resti della santa furono traslati in un prezioso reliquiario e in vari reliquiari minori.
Intorno al 1243 fu posato il tetto del coro e completata la crociera, le pareti dell'aula erano completate sino alla terza campata e parzialmente sino alla quarta.
Il tetto delle prime due campate è datato dendrocronologicamente al 1248 e presenta una struttura di influenza francese.
Nel 1249 il reliquiario della santa fu trasferito all'interno della chiesa.
La sacrestia a due piani risale, al più tardi, al 1262; la struttura del tetto è stata datata al 1266. A partire dalla seconda metà del XIII secolo si osserva un cambiamento della costruzione che ha determinato una diversa struttura del tetto e probabilmente l'attuale assetto della facciata con le basi delle due torri e il portale ovest (1270 circa). Dopo il completamento delle pareti delle navate nel 1277 e il resto del tetto, i piani liberi delle torri probabilmente seguirono nel 1295. Il tetto tra i piani liberi, aperto tra il 1311 e il 1313, presuppone l'innalzamento delle due torri in pietra.
La Chiesa di Santa Elisabetta fu consacrata il 1º maggio 1283 sotto la protezione della Madre di Dio, patrona dell'Ordine Teutonico, ma popolarmente conosciuta come ecclesia beate Elizabeth (Chiesa della Beata Elisabetta). All'interno dell'edificio sono numerose le sculture che raffigurano Maria. Con il completamento e la consacrazione dell'altare maggiore (1290) le reliquie di Santa Elisabetta furono trasferite in sacrestia.
Tra il 1257 e il 1302 quattro altari di nicchia furono consacrati attorno al reliquiario della santa. I rimanenti lavori delle due torri si protrassero sino al 1330-1340. Alcuni degli edifici dell'Ordine Teutonico si trovano tuttora nei pressi della chiesa, tra questi il Deutschhausgut che ospita il Museo Mineralogico e il Dipartimento di Geografia dell'Università.
Ludwig Juppe scolpì cinque altari laterali (circa 1510) che Johann von der Leyten dipinse. Fino al XVI secolo la Chiesa di Santa Elisabetta fu il luogo di sepoltura dei Langravi d'Assia. Nel 1539 il langravio Filippo I d'Assia, avendo aderito alla Riforma protestante, fece rimuovere i resti di Santa Elisabetta come esempio contro il culto delle reliquie. Di conseguenza la maggior parte delle reliquie fu dispersa in vari luoghi: il teschio nel Convento di Santa Elisabetta a Vienna, il reliquiario del teschio nel Museo di storia svedese a Stoccolma e un reliquiario del braccio nel castello di Sayn.
Nel corso del XVI secolo quasi tutti i monaci cattolici si convertirono al protestantesimo, così che la liturgia protestante fu celebrata nella Chiesa di Santa Elisabetta dal 1539. Nonostante l'introduzione della Riforma in Assia, la Chiesa di Santa Elisabetta rimase cattolica a causa dell'Immediatezza imperiale dell'Ordine Teutonico sino alla morte dell'ultimo comandante dell'Ordine, avvenuta nel 1570.
Nel 1619 il langravio Maurizio d'Assia-Kassel, che nel 1605 si era convertito al calvinismo, fece rimuovere le ricche decorazioni per il divieto calvinista di mostrare immagini sacre.
La chiesa subì danni durante la Guerra dei Sette Anni (1756-1763) quando venne utilizzata come deposito di fieno e farina. I lavori di ripristino vennero eseguiti negli anni 1767-1770. Tra il 1811 e il 1827 fu utilizzata come chiesa paritaria per le celebrazioni sia cattoliche che protestanti.
Dopo i danni provocati dalle inondazioni nel 1847, quando il Ketzerbach straripò, negli anni 1854-1861 si fecero lavori di restauro nella chiesa e nei suoi dintorni. Ulteriori lavori di restauro seguirono nel 1930-1931.
Durante la Seconda guerra mondiale, per precauzione, i cinque altari minori furono trasferiti a Bad Wildungen, il reliquiario di Santa Elisabetta nel monastero di Haina e l'altare maggiore murato, ma la chiesa venne risparmiata dai bombardamenti degli alleati.
Nel 1945 le bare dei re prussiani Federico II e Federico Guglielmo I furono temporaneamente spostate in una miniera di sale della Turingia, riportate in Santa Elisabetta dall'esercito americano e nel 1952 trasferite nella cappella del castello di Hohenzollern.
Le tombe dell'ex presidente Paul von Hindenburg e di sua moglie Gertrud, che si trovano nella cappella della torre nord, vennero trasferite in Turingia dal Memoriale di Tannenberg il 12 gennaio 1945, per evitare che cadessero nelle mani dell'Armata Rossa, e successivamente (maggio 1945) a Marburgo dai militari statunitensi.
Nel 1954 la Chiesa di Santa Elisabetta ottenne lo status di parrocchia indipendente. Nel 1969 il Land dell'Assia ne trasferì la proprietà all'Associazione delle Chiese Evangeliche di Marburgo. Ampi scavi archeologici furono effettuati nel 1970-1971, nel 1997 e nel 2006-2009, all'interno e nelle immediate vicinanze della chiesa. Dal giugno 2006, davanti al portale principale, gli scavi archeologici hanno portato alla luce, accanto a resti di edifici dell'Ordine Teutonico, un cimitero di cui si era persa la memoria, con numerose tombe di pellegrini e di componenti dell'Ordine.

## Architettura
La Chiesa di Santa Elisabetta si trova nel centro della città a sud del fiume Lahn, orientata a est, costruita sul modello delle cattedrali francesi, come Reims e Amiens. 
Il materiale utilizzato è stata l'arenaria rossa di Marburgo estratta in grandi blocchi da una cava nei pressi di Wehrda.
Le pareti esterne sono divise orizzontalmente, su un alto basamento, da tre cornici perimetrali, con due camminamenti all'altezza delle finestre. Le finestre sono ad arco a sesto acuto in due file di pari altezza, traforo con due rientranze e unico lobo circolare. I contrafforti, che si rastremano nella parte superiore, sostengono la cornice di gronda con doccioni che poggiano su mensole con forme di figure umane e animali.
La navata centrale è chiusa da un tetto a doppio spiovente in ardesia da cui si sviluppano tre tetti perpendicolari a padiglione su ciascun lato per le navate laterali.
Ciascuna delle tre conche dell'abside ha copertura a mezzo decagono, la sacrestia è coperta da un tetto piramidale. La sottile torretta ottogonale sopra la crociera, ricostuita in stile neogotico nel 1864, è in ardesia; un elmo a punta è attaccato alla lanterna aperta, sormontata da un pomello, una croce e una banderuola.
La facciata della chiesa, a ovest, è dominata da due torri alte circa 80 metri, sosenute da contrafforti angolari e trafori con lobi a quadrifoglio. I contrafforti terminano con pinnacoli, quadrati e con trafori nella torre sud, ottagonali nella torre nord.
Le guglie di pietra, ripide e ottagonali, che si innalzano sopra quattro frontoni con parapetti a traforo, sono coronate da un pomello in rame con una stella (torre nord) e un cavaliere dell'Ordine (torre sud).
Il portale maggiore, Pforte des Himmels (Porta del Paradiso), costruito intorno al 1270, è strombato con timpano ogivale e pilastro centrale. Al centro del timpano, sopra al pilastro, Maria tiene il bastone con giglio fiorito come scettro (con la mano destra) e Gesù bambino (con la mano sinistra), governatore del mondo, che tiene il globo in mano. Maria, patrona dell'Ordine Teutonico, è affiancata da due angeli inginocchiati che le porgono, ciascuno, una corona. Nell'ogiva, a sinistra di Maria, le viti simboleggiano Gesù Cristo (Gv 15), alla sua destra le rose. Il baldacchino sopra Maria simboleggia la Gerusalemme celeste. La strombatura ha colonne a tre quarti, i cui capitelli sono decorati con fogliame. Le ante del portone, originali, hanno battenti a forma di teste di leone, influenzati dallo stile romanico. Gli ornamenti in ferro presentano al centro la croce patente dell'Ordine Teutonico. Una grande finestra con trafori sovrasta il portale maggiore. 
Anche l'arco a tutto sesto del portale sud (anteriore al 1243) è decorato con fogliame mentre il portale nord ha i capitelli ma senza decorazioni.

## Interno

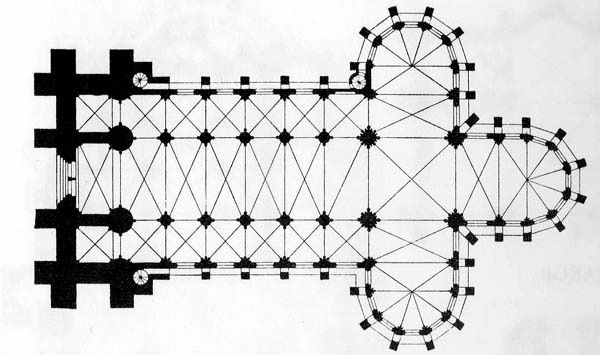
Planimetria

L'interno si presenta con tre navate a sala, con pianta a forma di croce latina e coro trilobato.
Le tre navate della chiesa arrivano a un soffitto con un'altezza di 20,50 metri e immettono ai tre cori absidali: Elisabethchor (Coro di Santa Elisabetta), Hohen Chor (Coro alto) e Landgrafenchor (Coro dei Langravi). La lunghezza interna è di 56 metri, la navata è larga 21,535 metri e il transetto è largo 38,75 metri.
Il rivestimento policromo dell'interno, ricoperto all'epoca della Riforma Protestante e riportato alla luce nel 1848, costituisce uno dei primi esempi di policromia gotica tedesca.
La navata centrale si presenta su due file di pilastri a sottili semicolonne cilindriche. Ogni lato ha quattro colonne a tre quarti che terminano in capitelli decorati con foglie e boccioli. Le colonne sostengono sei volte a crociera rettangolari con nervature. Le navate laterali hanno nervature che convergono a volte a crociera quadrate, ricoperte di fogliame, placcate in oro e policrome. Le chiavi di volta hanno teste d'angelo tridimensionali e maschere del diavolo. Nella crociera i pilastri sono a fascio. Nella chiave di volta tra le due torri sono raffigurati Santa Elisabetta con il marito Ludovico. 

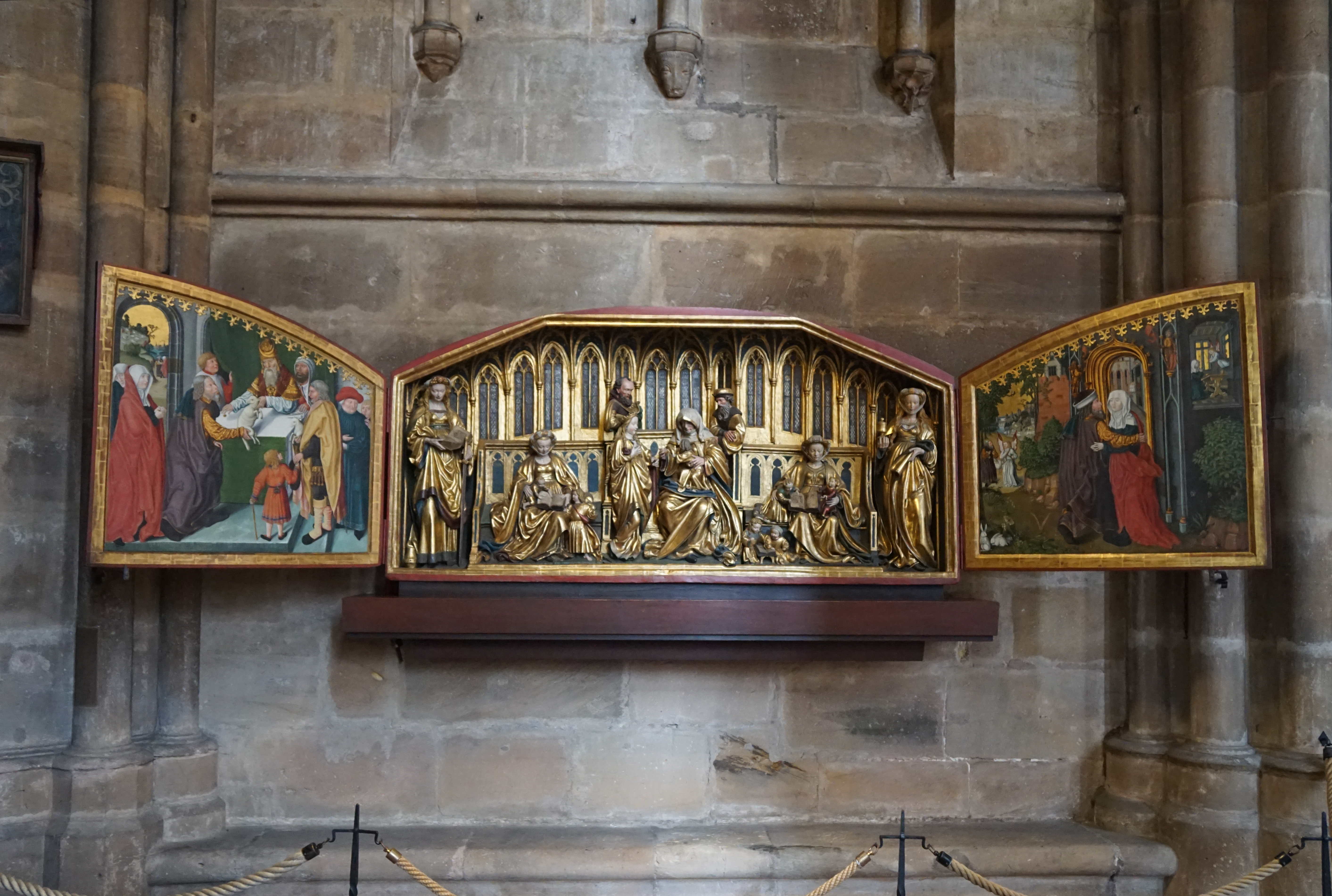
Sippenaltar

All'inizio della navata nord si trova il Sippenaltar (Altare della Famiglia), trittico a cerniera scolpito da Ludwig Juppe nel 1511 per l'altare di Santa Caterina. Nel 1931 fu spostato nell'attuale collocazione perché ostruiva la vista delle pitture parietali della seconda metà del XV secolo.
L'anta sinistra illustra il sacrificio di Gioacchino affinché Dio gli conceda la nascita di un figlio, l'anta destra illustra Gioacchino e Anna, i genitori di Maria, che si incontrano alla Porta Aurea. La parte centrale mostra la Sacra Famiglia con i nonni di Gesù e altri parenti.
La Sacra Famiglia è mostrata più in dettaglio nella parte esterna delle ante; i nomi dei componenti della famiglia possono essere letti sui cartigli.
La Maria am Pfeiler (Maria sul pilastro), che regge Gesù bambino, si trova nel terzo pilastro della navata centrale, lato nord. Fu scolpita in legno nel XV secolo, la mensola e il baldacchino in pietra risalgono all'inizio del XIV secolo. Le pitture a fianco di Santa Elisabetta e Santa Caterina risalgono al 1435 circa.
Nel sesto pilastro della navata centrale, lato nord, è il pulpito in pietra del 1907-1908, basato su un progetto di Carl Weber, realizzato in forme gotiche da Ferdinand Riedel e dall'intagliatore Theophil Klem. Il parapetto mostra i quattro evangelisti con i loro simboli. L'originale pulpito gotico in pietra fu sostituito da un pulpito in legno durante il Rinascimento, poi tolto a metà del XIX secolo per un leggio.
Nella navata nord, dietro il pulpito, si trova la statua di Santa Elisabetta che regge con la sinistra il modello della Chiesa, conosciuta popolarmente come Französische Elisabeth (Elisabetta francese) a causa del suo aspetto elegante: indossa una nobile veste fatta di broccato d'oro e un cappotto di seta con pelliccia di ermellino. La statua di Santa Elisabetta, eseguita tra il 1470 e il 1500, è probabilmente opera del Maestro Hermann, che progettò anche la tomba di Ludovico il Pacifico.

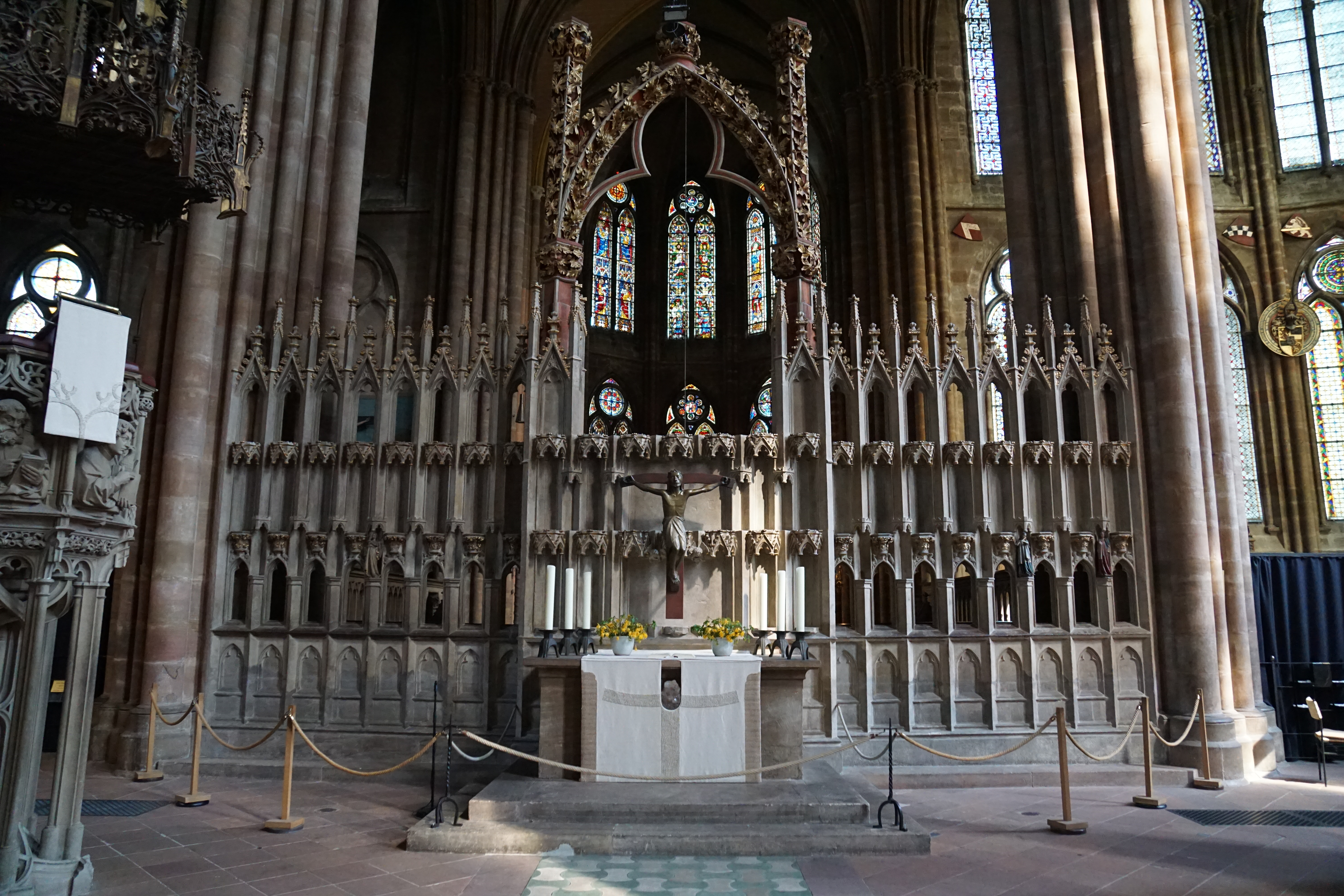
Pontile e Altare della Croce

Al termine della navata centrale un pontile in pietra, completato nel 1343, parzialmente traforato, separa la navata, riservata ai laici, dalla crociera, riservata al clero.
Originariamente 46 statue in pietra erano collocate su mensole a tre livelli, con nicchie cieche, sormontate da baldacchini.
Nel 1619 le statue furono tolte a causa dell'iconoclastia del periodo.
Con i lavori di restauro del 1854-1861 le condizioni originarie furono in gran parte ripristinate con l'aggiunta di statue in cemento, nuovamente rimosse nel 1931.
Solo due satue di apostoli (Filippo e Giacomo) sopravvissero all'iconoclastia, ora sono sistemate presso il portale sud. Resti di altre statue, ritrovate negli scavi del 1889, sono esposti nel Museo di storia culturale presso il castello di Marburgo.
L'architettura in legno a trafori sopra il pontile risale al 1280 circa. Sull'arco trionfale c'era un gruppo della Crocifissione, che fu rimosso nel 1619, ed è andato perduto.
Sull'Altare della Croce, davanti al pontile, c'è un Crocifisso opera di Ernst Barlach, che fu donato alla Chiesa nel 1931 per il 700º anniversario della morte di Santa Elisabetta.
Quando il "Crocifisso di Barlach" fu classificato come arte degenerata nel 1936 e ne fu suggerita la rimozione, il governatore Filippo d'Assia propose un compromesso donando una propria croce e il Crocifisso di Barlach non finì in fonderia. Dopo la Seconda guerra mondiale il Crocifisso di Barlach tornò nuovamente sull'Altare della Croce.

### Elisabethchor
Dalla navata laterale nord si entra nell'Elisabethchor (Coro di Santa Elisabetta), che occupa l'abside settentrionale. A sinistra del passaggio si trova una campana di bronzo, non più in funzione, usata in passato dai componenti dell'Ordine Teutonico durante le funzioni liturgiche. 

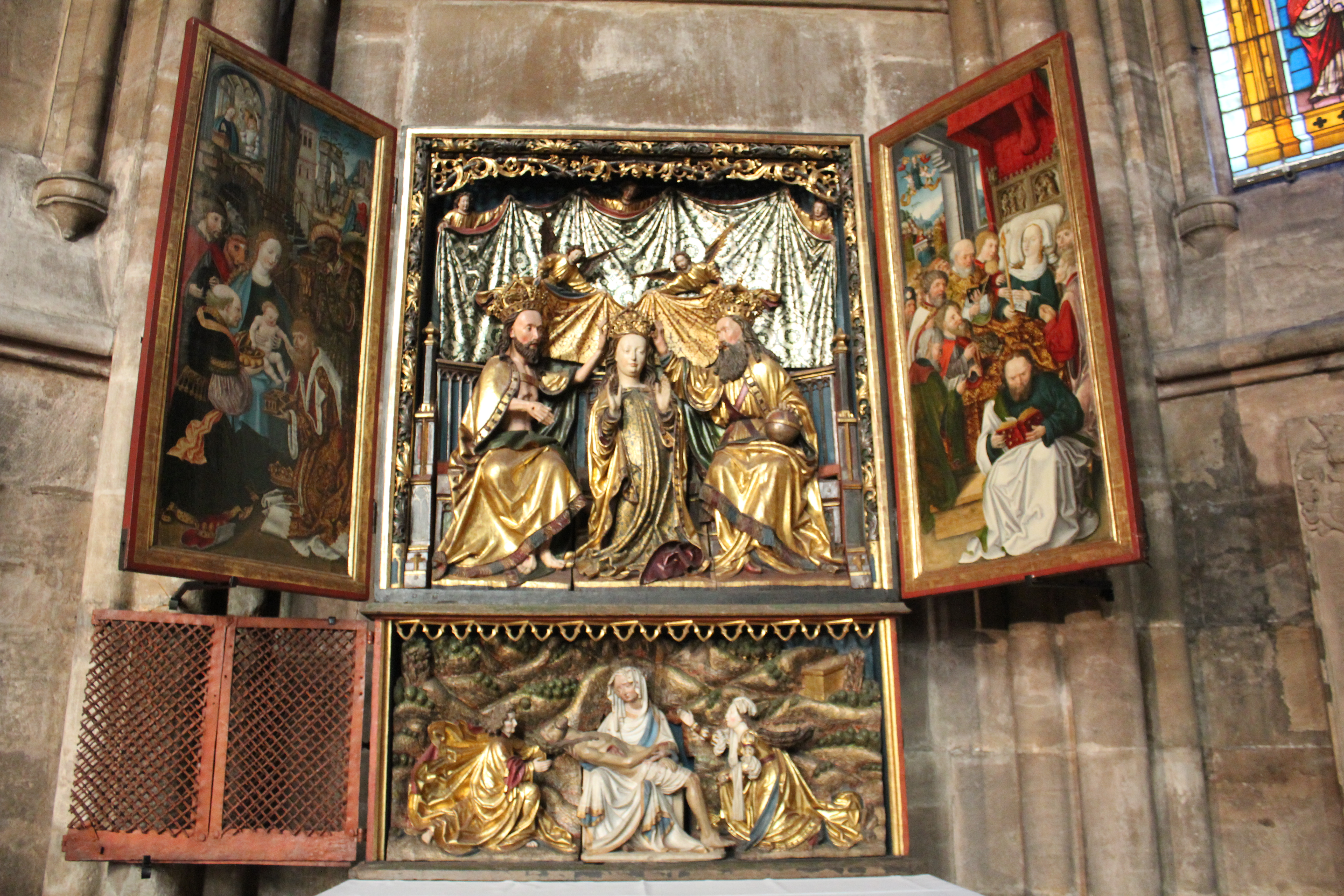
Marienaltar

Il primo altare a sinistra, il Marienaltar (Altare di Maria), è un trittico a cerniera.
La predella fu scolpita da Ludwig Juppe nel 1513, la parte superiore nel 1517-1518, e dipinta da Johann von der Leyten.
Inizialmente si trovava nel lato ovest del Mausoleo ed è stato spostato ulteriormente a sinistra nel 1854-1861. Le ante mostrano diverse scene della vita della Vergine Maria: all'esterno dell'anta sinistra, nella parte superiore l'incontro di Sant'Anna e Gioacchino alla Porta d'oro, ai quali viene annunciata la nascita di Maria, nella parte inferiore la nascita di Gesù; all'esterno dell'anta destra, nella parte superiore la Presentazione della Beata Vergine Maria, sotto la Presentazione al Tempio di Gesù. L'anta interna sinistra mostra l'Annunciazione del Signore, la Visitazione di Maria a Elisabetta e l'Adorazione dei Magi, tra San Giuseppe e Maria le teste del bue e dell'asino richiamano le parole del profeta Isaia: «Il bue riconosce il suo proprietario e l'asino la mangiatoia del suo padrone» (Is 1,3). L'anta interna destra illustra la morte di Maria e la sua Assunzione in cielo.
Nel pannello centrale l'incoronazione di Maria da parte di Dio Padre e Dio Cristo è colorata in oro e argento.
La predella mostra una Pietà in pietra calcarea originaria della regione boema (1385 circa), successivamente integrata da Juppe.

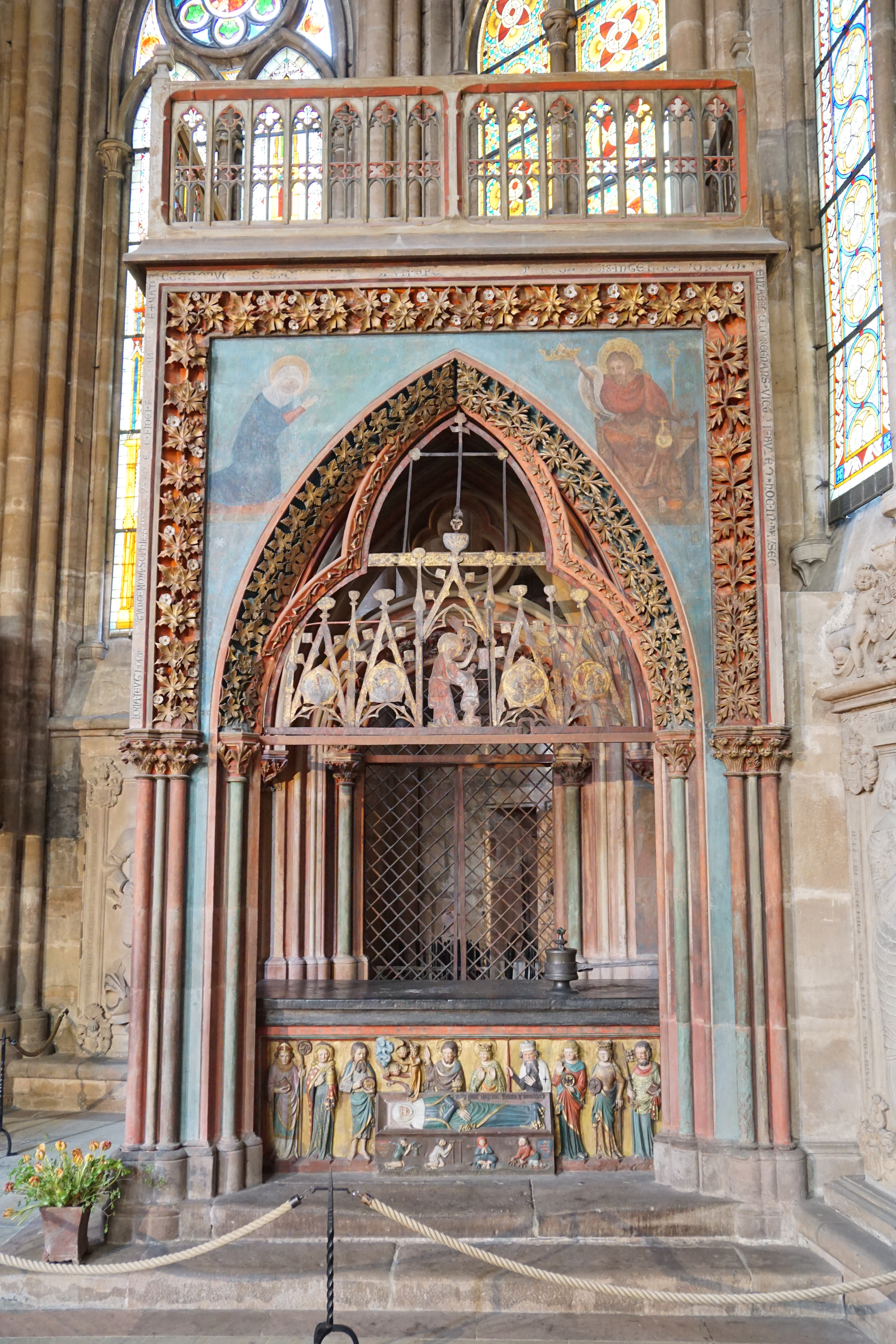
Il Mausoleo

A destra del Marienaltar si trova il Mausoleo di Santa Elisabetta, un sarcofago con ciborio in pietra, che fu costruito negli anni '80 del XIII secolo. È stato eretto sopra la tomba della Santa, che si trovava nella precedente Cappella di San Francesco, alla quale conduce un pozzo trapezoidale, profondo 1,70 metri, quasi verticale, coperto da una pesante lastra di ardesia. L'inclinazione di 15º rispetto all'orientamento della Chiesa è basata sulla ex Cappella di San Francesco. I pilastri a fascio con capitelli a foglia sorreggono la volta celeste sia sullo stretto lato ovest che sul lato principale sud, entrambi con arco a sesto acuto incorniciato da foglie d'oro. La grata di ferro contenuta nell'arco meridionale, con scene della vita di Santa Elisabetta, risale al XIV secolo e originariamente racchiudeva l'intero Mausoleo. C'era solo un piccolo ingresso per la cassetta delle elemosine del XIII secolo. Le pitture murali più antiche, all'interno e all'esterno, risalgono al XIII secolo. Dopo la copertura nel XIX secolo il dipinto originale fu parzialmente recuperato nel 1931. Sul lato ovest due angeli e sul lato sud Dio Padre recano corone a Santa Elisabetta, su sfondo blu. Il sarcofago mostra la Santa distesa: la decorazione in rilievo è stata realizzata a metà del XIV secolo. Sotto la Santa, quattro piccole figure di storpi e mendicanti in lutto. Attorno a lei i rappresentanti della Chiesa trionfante. Due angeli conducono l'anima incoronata di Santa Elisabetta, dall'orecchio della defunta, a Gesù Cristo Salvator mundi. A destra di Gesù stanno Maria, Corrado di Turingia, nella veste bianca dell'Ordine Teutonico, San Giovanni apostolo, Santa Caterina d'Alessandria e San Pietro; a sinistra San Giovanni Battista, Maria Maddalena e un vescovo con il pastorale, che può essere identificato con l'arcivescovo Ottone di Magdeburgo. La balaustra in legno risale al XIV secolo. Nella cornice più esterna un'iscrizione latina, eseguita in relazione alla visita fatta dall'imperatore Carlo IV di Lussemburgo nel maggio 1357, loda la Santa come Gloria Teuthoniae.

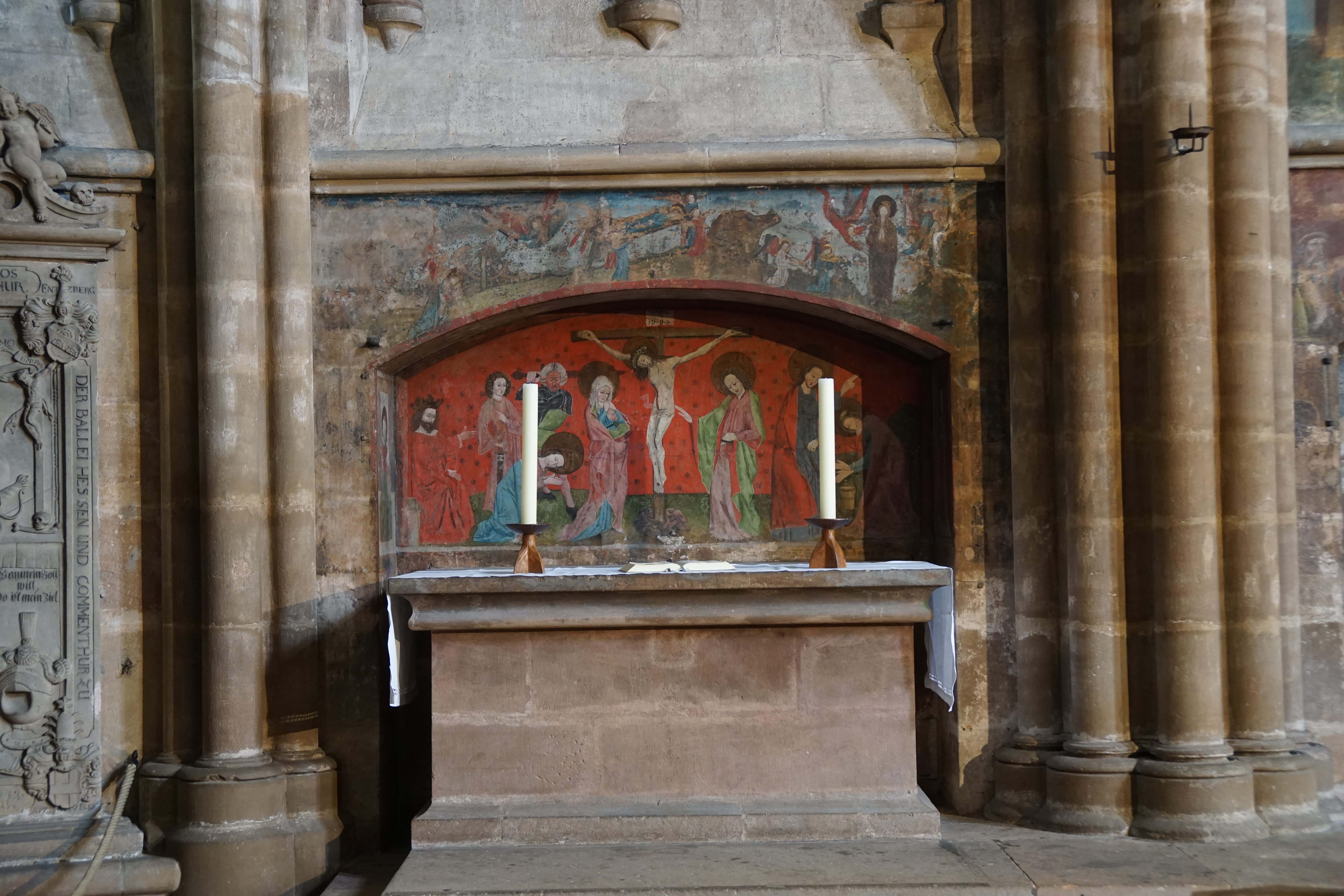
Katharinenaltar

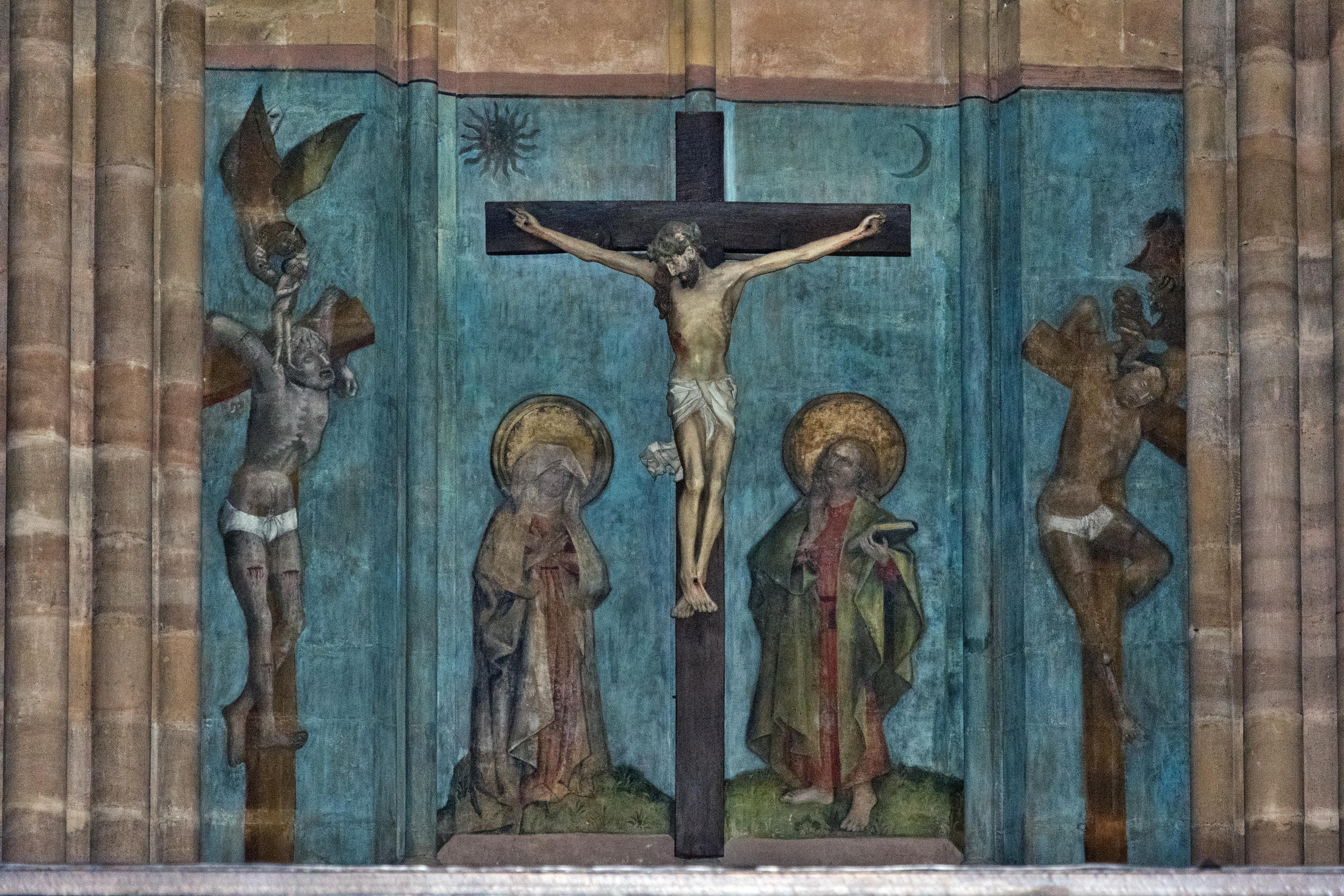
Elisabethaltar (Elisabethchor)

A destra del Mausoleo si trova il Katharinenaltar (Altare di Santa Caterina), altare a nicchia dedicato a Santa Caterina d'Alessandria e consacrato nel 1298. Le pitture murali risalgono all'inizio del XV secolo.
Nella parte centrale della nicchia, a sinistra è rappresentata la decapitazione di Santa Caterina, al centro Maria e San Giovanni apostolo sotto Gesù Cristo crocifisso, a destra il Cristo risorto che incontra Maria Maddalena nel giardino.
Nella parete sinistra della nicchia Sant'Anna metterza che tiene sulle ginocchia Maria e Gesù, bambini.
Nella parete destra della nicchia Santa Margherita di Antiochia che uccide il drago.
Sopra la nicchia dell'altare vi sono pitture meno ben conservate che mostrano Santa Caterina, inginocchiata davanti alla ruota distrutta dagli angeli, e la cui salma è portata dagli angeli su una barella, e Maria Maddalena in preghiera sorretta dagli angeli.
A destra dell'altare di Santa Caterina si trova l'Elisabethaltar (Altare di Santa Elisabetta), altare a nicchia consacrato nel 1294.
Nella nicchia: al centro il gruppo della Crocifissione con San Giovanni apostolo che sorregge Maria e il centurione Longino che indica Gesù (pitture del 1300 circa), a sinistra il miracolo del lebbroso che si trasforma nel crocifisso (pitture del 1426-1450), a destra la traslazione delle ossa di Santa Elisabetta avvenuta il 1º maggio 1236 alla presenza dell'Imperatore Federico II di Svevia (pitture del 1426-1450).

Sopra la nicchia, su sfondo blu, pala d'altare della Crocifissione con un grande Crocifisso ligneo del 1470 circa, ai lati Maria e San Giovanni apostolo, sopra ai bracci della croce il sole e la luna; l'anima del ladrone che ha chiesto misericordia a Gesù, crocifisso alla sua destra, viene salvata da un angelo, l'anima del ladrone che ha deriso Gesù (alla sua sinistra) viene afferrata da un diavolo.
Nel pavimento c'è la targa commemorativa in bronzo che segnala dove erano sepolti i re prussiani Federico II e Federico Guglielmo I dal 1946 al 1952.
Nelle pareti lastre tombali di due commendatori dell'Ordine Teutonico: Georg von Hörde († 1591) e Konrad Klos († 1638),
nonché le lastre tombali, realizzate nel XIX secolo, di Liutgard von Dörnberg († 1497) e Anna von Dörnberg († 1481).
In epoca moderna l'Elisabethchor è spesso utilizzato per i battesimi: davanti all'altare di Santa Caterina è stata posta una fonte battesimale in bronzo del XX secolo.

### Reliquiario

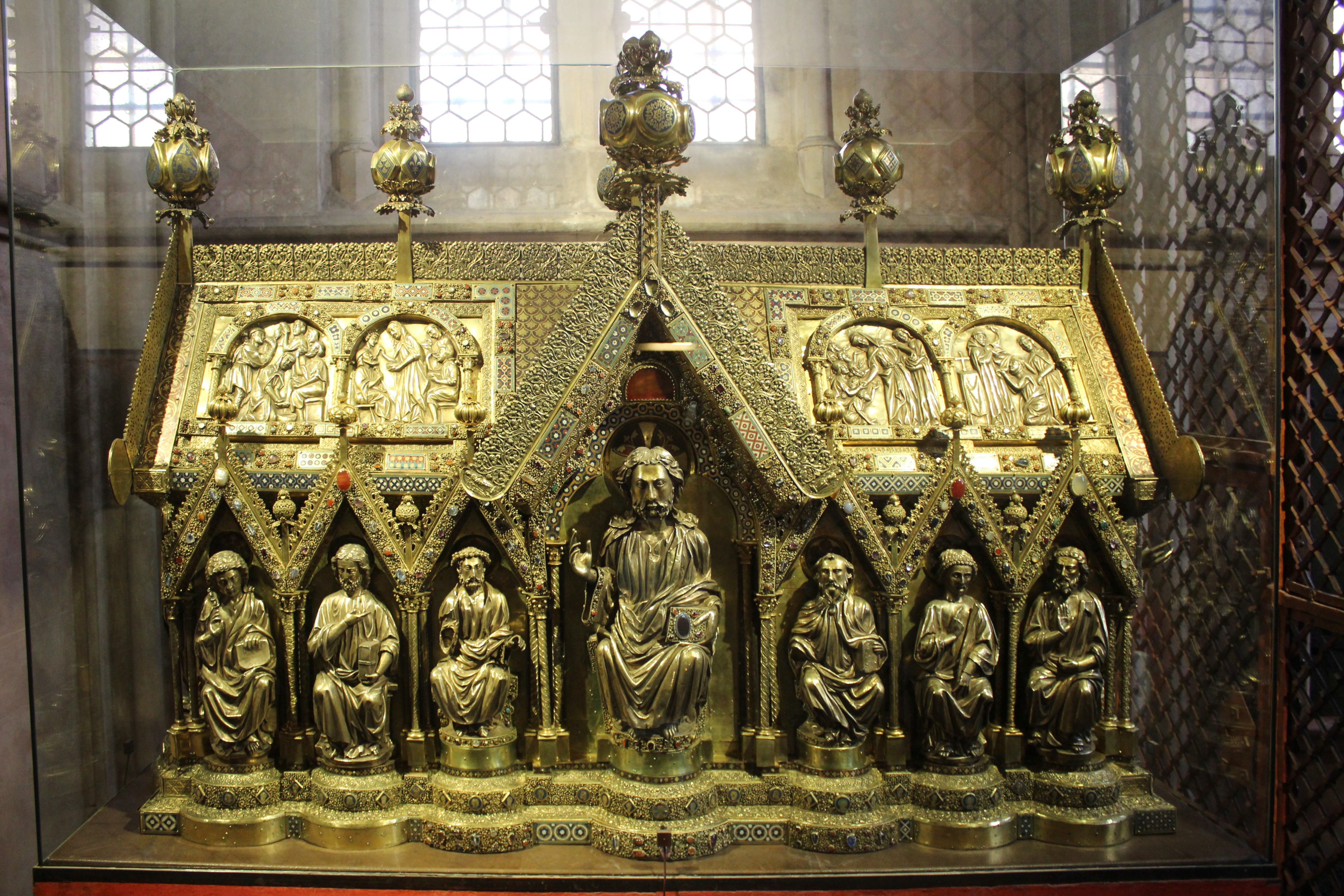
Reliquiario

Lasciato l'Elisabethchor ed entrando nell'Hohen Chor si trova l'ingresso della Sagrestia, la cui costruzione è stata stabilita dendrocronologicamente al 1266 (quindi posteriore ai tre cori absidali), con pavimento di mosaico a piastrelle di mattoni smaltati verdi, neri e gialli.
La Sagrestia, oltre alle consuete funzioni di custodia dei libri liturgici e dei paramenti, conserva al suo interno il Reliquiario di Santa Elisabetta, realizzato dopo la canonizzazione della Santa (1235) e completato nel 1249 nello stile del Marienschrein della Cattedrale di Aquisgrana. Destinato a contenere le reliquie della Santa, ha la forma di una chiesa cruciforme, chiusa da un tetto a capanna, con transetto centrale. È stato realizzato con legno di quercia, ricoperto d'argento e rame placcato in oro e decorato con perle e pietre preziose.
La maggior parte delle pietre preziose proviene dal Mediterraneo orientale e dal Medio Oriente ed erano state utilizzate in gioielli più antichi.
Numerose gemme blu risultano forate, probabilmente sfilate da una precedente catenella. Circa tre dozzine di gemme hanno rilievi incisi. Alcune pietre recano iscrizioni con lettere greche e arabe.
Sulla traversa ci sono le sculture di Cristo Pantocratore e il gruppo della Crocifissione (il Crocifisso è andato perduto nel 1814) nei lati lunghi; Maria con Gesù Bambino e Santa Elisabetta nei lati corti. Nelle nicchie ai lati del transetto le statue dei dodici Apostoli. Nella zona del tetto otto bassorilievi sotto archi a tutto sesto rappresentano scene della vita di Santa Elisabetta. Sul tetto spiccano sette grandi pomelli, in quello centrale sono raffigurati i quattro fiumi del Giardino dell'Eden.
Il Reliquiario è protetto da una grata di ferro della prima metà del XIV secolo, costituita da elementi diagonali sovrapposti all'interno di una cornice di ferro.
La grata è sormontata da figure ritagliate da lamiere che annunciano la nascita di Gesù Cristo (lato est), due conti dell'Assia, nobili e musici (lato sud).
Nel corso dei secoli il reliquiario è stato spostato più volte e ogni volta ha subito danni.
Trasferito per due anni nella fortezza di Ziegenhain, nel corso della Guerra di Smalcalda, 65 delle oltre 850 pietre originarie risultavano scomparse quando il Reliquiario fu restituito a Marburgo nel 1548. Negli anni del trasferimento a Kassel, sotto il regno di Girolamo Bonaparte (1810-1814), andarono perdute 117 pietre, il crocifisso dal frontone nord e parti delle figure, come attestato dal professor Johann Christoph Ullmann. Ulteriori danni furono causati da un furto con scasso nel 1920.
Un cammeo raffigurante i profili della dea Atena e (forse) di Alessandro Magno, che si pensava perduto nel trasferimento del 1810, è stato rintracciato nel Cabinet des médailles di Parigi.

### Hohen Chor

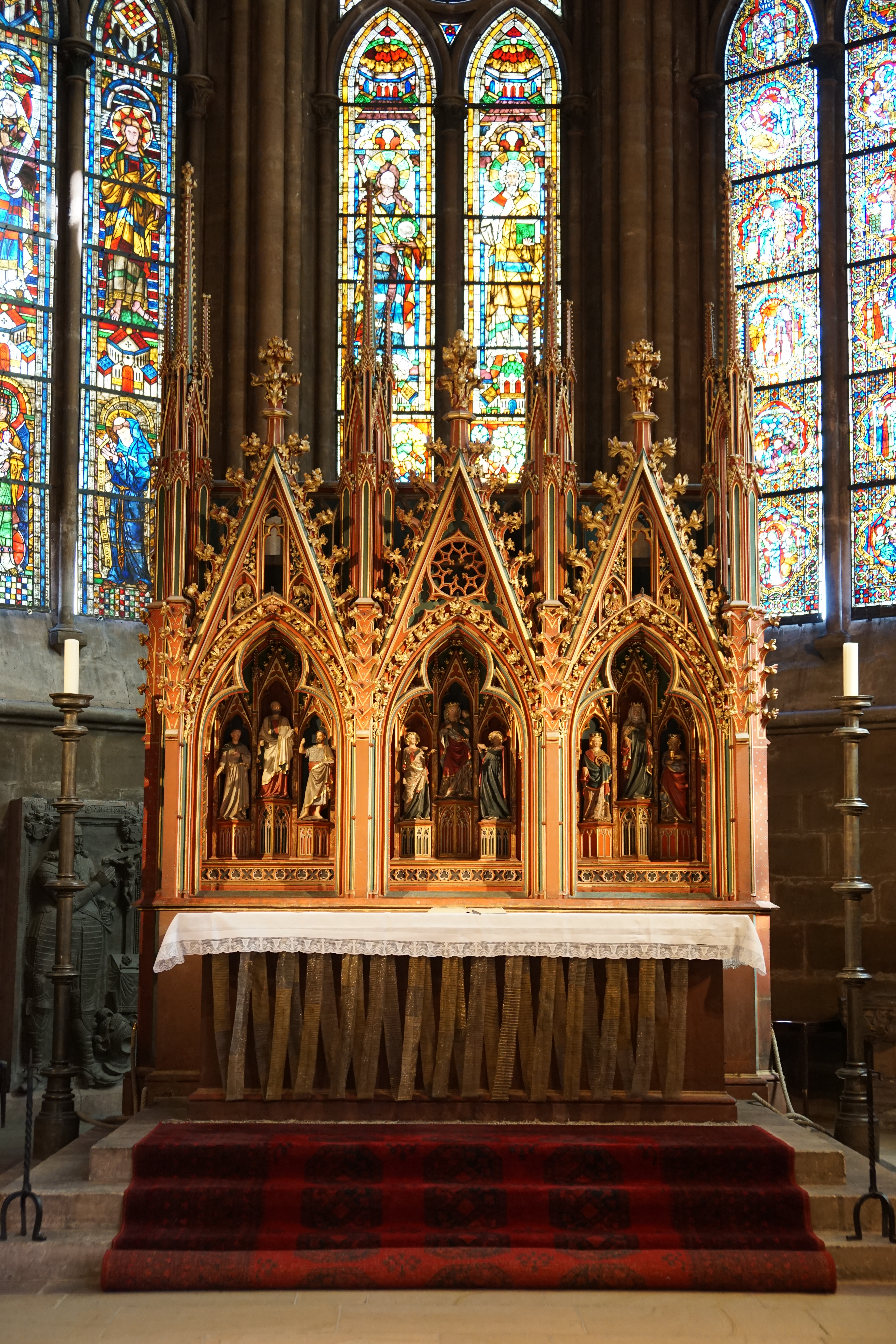
Hochaltar

L'Hohen Chor (Coro Alto) occupa l'abside orientale.
Gli stalli del coro, che occupano la crociera, erano destinati ai cavalieri dell'Ordine Teutonico. Sono 54 sedili in quercia che risalgono al XIII secolo. I sedili pieghevoli hanno misericordie che fanno da supporto quando si resta in piedi per lunghi periodi di tempo.
L'Hochaltar (Altare Maggiore), consacrato il 1º maggio 1290, è in arenaria dipinta e decorata a filigrana. È possibile che originariamente fosse destinato a contenere il Reliquiario di Santa Elisabetta.
La parte anteriore è suddivisa in tre parti, con tre sculture ciascuna: in mezzo Maria con Gesù bambino, incoronata da due angeli; a destra Santa Elisabetta, Santa Caterina e Maria Maddalena; a sinistra San Francesco d'Assisi, San Benedetto da Norcia e San Giovanni Battista, ricostruiti nel corso dei restauri del 1854-1861.
Nel lato stretto settentrionale si possono vedere immagini di santi, nel lato meridionale l'Annunciazione e sul retro Re Davide, Profeti e la visita di Maria a Elisabetta madre del Battista.
Le tre ghimberghe e i quattro pinnacoli sono riccamente ricoperti di riccioli e gattoni e conclusi da fiori cruciformi. Nelle spandrille delle ghimberghe sono raffigurati animali, che sono simboli tradizionali di Gesù Cristo. Nella ghimberga di sinistra un leone con i cuccioli e un pellicano che nutre i suoi piccoli, nella ghimberga di destra l'Agnus Dei e la Fenice.
A sinistra dell'Altare maggiore, nella parete nord, si trova una nicchia sacramentale dell'inizio del XV secolo con ciglia e merlature nel muro. Le pitture murali circostanti mostrano quattro apostoli con stendardi e, sotto, due cavalieri teutonici. I colori sono stati ripristinati durante i restauri del 1854-1861. 
A destra dell'Altare maggiore, nella parete sud, si trova la cattedra del celebrante, del 1397 circa, costituita da tre posti sovrastati da baldacchini e frontoni ornati da riccioli e pinnacoli con terminazioni floreali cruciformi. Al di sopra tre nicchie con statue di sante. La statua centrale è quella di Santa Elisabetta, alta 108 cm, scolpita da Ludwig Juppe intorno al 1510, che tiene nella mano sinistra un modello della Chiesa, nello stile della Französische Elisabeth che si trova nella navata nord. La Santa è raffigurata con velo vedovile e corona, avvolta in un mantello che al suo interno ha gigli dorati su sfondo blu e bordo dorato, tiene un pezzo di pane nella mano destra, inginocchiato ai suoi piedi un mendicante in scala ridotta tende verso di lei la mano destra.
Le due statue ai suoi lati sono di Santa Caterina e Maria Maddalena.
Dietro l'Altare maggiore, a destra, il sacrarium risalente alla fine del XIII secolo.
Nelle pareti dell'Hohen Chor quattro lastre tombali del XVII secolo: il governatore dell'Ordine Teutonico Philipp Leopold von Neuhof († 1669), i commendatori dell'Ordine Adolph Eitel von Nordeck zur Rabenau († 1667), Georg Daniel von Habel († 1652) e, a destra della Cattedra del celebrante, l'epitaffio del conte Augusto di Lippe-Brake († 19 giugno 1701).
Nel 2004 l'Hohen Chor ha ricevuto un ambone realizzato dallo scultore Johannes Kirsch. Kirsch aveva realizzato anche i Candelabri pasquali del Coro nel 1996.

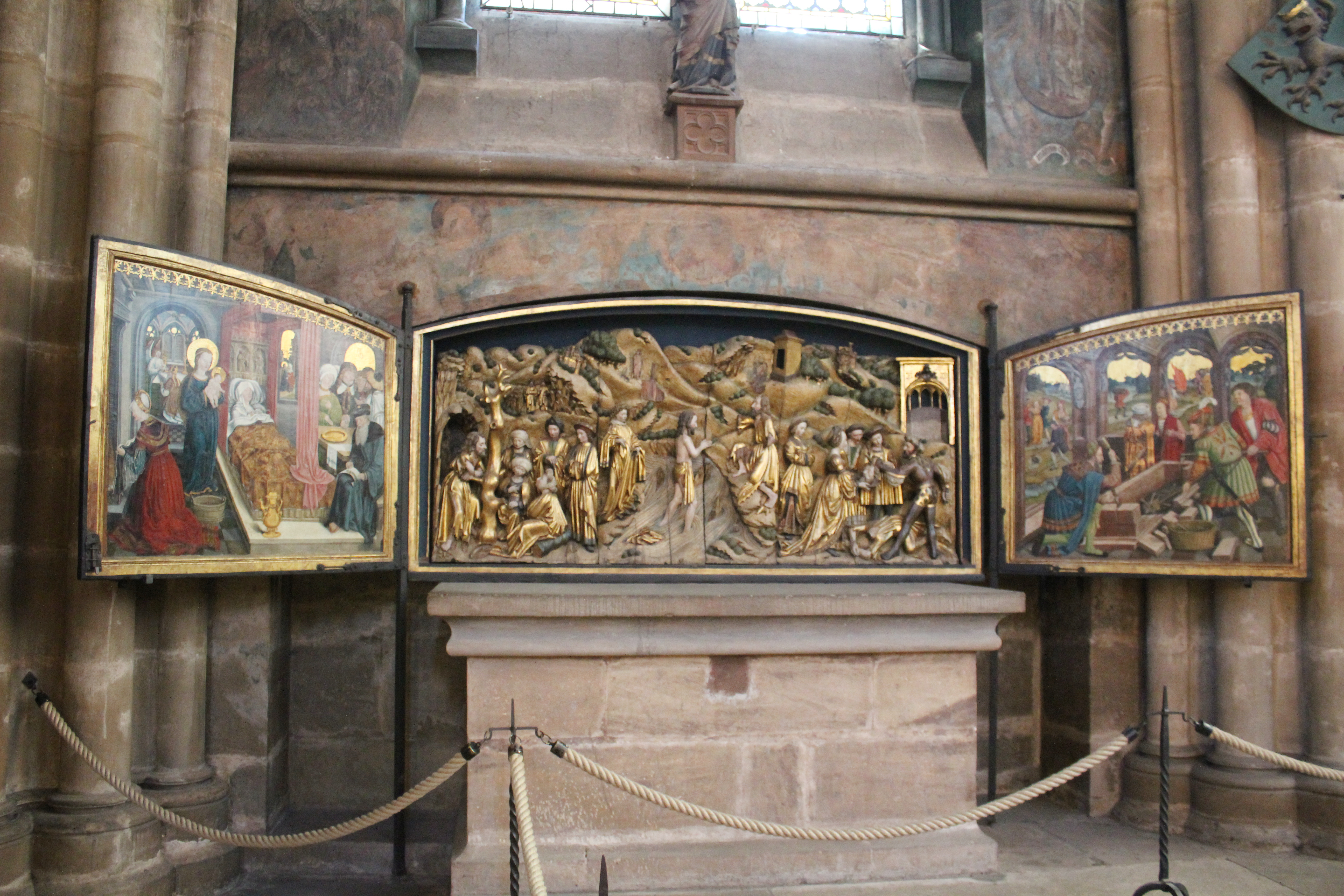
Johannes altar

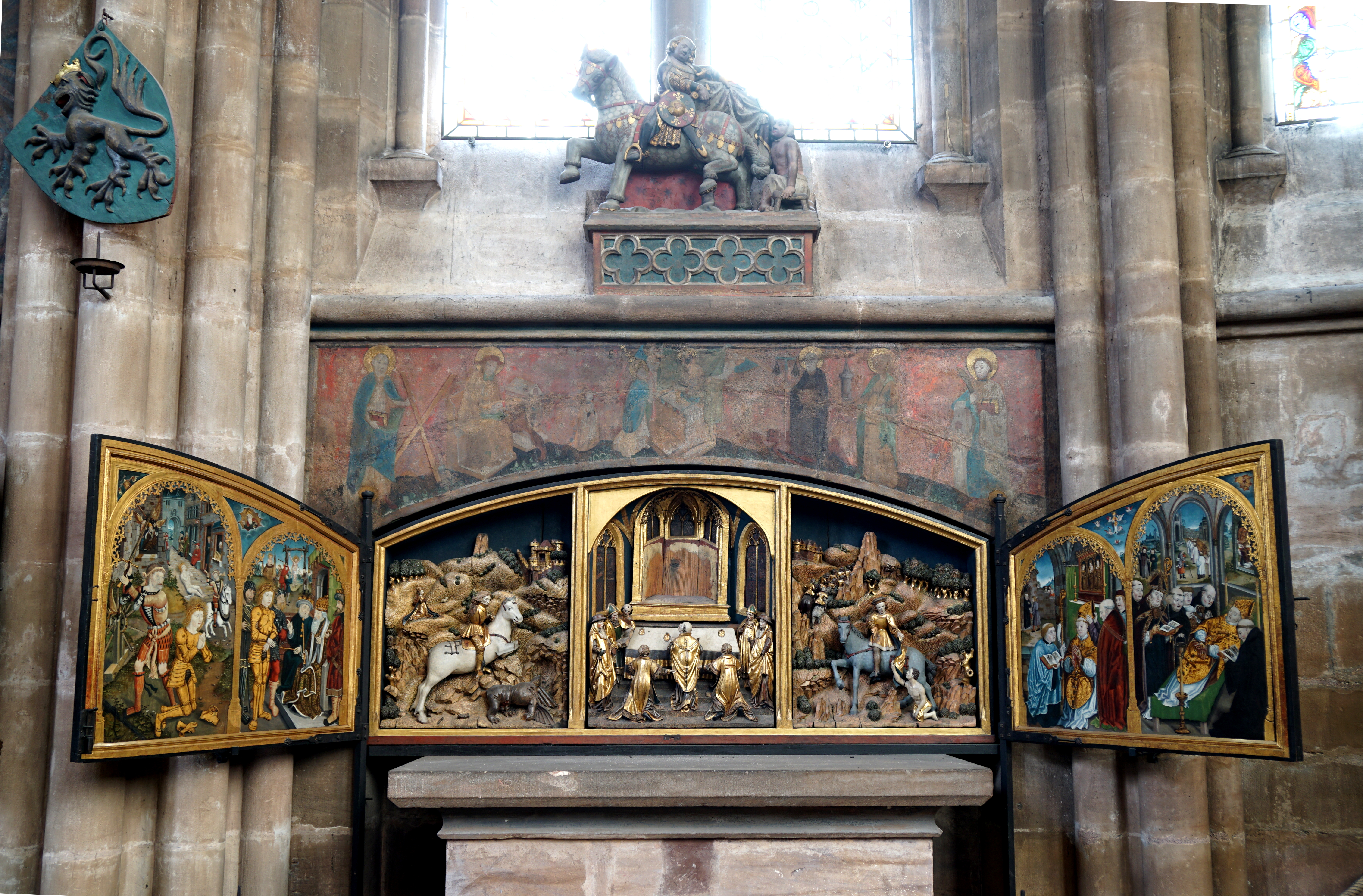
Georg-Martin altar

### Landgrafenchor
Dall'Hohen Chor si passa al Landgrafenchor (Coro dei Langravi), che occupa l'abside meridionale e che servì da luogo di sepoltura dei Langravi dal 1240 al 1557. 
Nella parete est del Landgrafenchor si trova lo Johannes altar (Altare di Giovanni Battista), consacrato nel 1257, con trittico a cerniera scolpito da Ludwig Juppe nel 1512 (pannello centrale) e dipinto da Johann von der Leyten (le ante laterali). 
Lo Johannes altar illustra scene della vita di Giovanni Battista. 
Nel pannello centrale sono rappresentati la Predicazione di Giovanni nel deserto (a sinistra), il Battesimo di Gesù (al centro), la Decapitazione di Giovanni Battista (a destra).
Nell'anta interna sinistra, al centro, la nascita del Battista e sullo sfondo annunciazione a Zaccaria, imposizione del nome, Maria ed Elisabetta incinte si abbracciano; nell'anta interna destra eventi successivi alla sepoltura di Giovanni Battista: profanazione della sua tomba, cremazione delle sue ossa per ordine di Giuliano l'Apostata, la testa di Giovanni Battista viene portata ad Amiens.
L'anta sinistra della parte esterna mostra la Predicazione di Giovanni Battista e il Battesimo di Gesù; l'anta destra la Decapitazione di Giovanni Battista e Salomè davanti a Erode.
Sopra al trittico, ai piedi della vetrata, statua in arenaria del XIV secolo di Giovanni Battista.
Johannes altar: Ai lati della vetrata due affreschi del 1276-1300: Pentecoste e Maria in Gloria con Gesù bambino.
A destra dello Johannes altar, sempre nella parete est, si trova il Georg-Martin altar (Altare di San Giorgio e San Martino), consacrato nel 1283, con trittico a cerniera di Ludwig Juppe del 1514 (pannello centrale) e dipinto da Johann von der Leyten (le ante laterali).
Nal pannello centrale, suddiviso in tre parti, viene mostrato San Giorgio che uccide il drago (a sinistra), la Messa di Papa Gregorio IX (al centro), San Martino che divide il mantello (a destra).
Nell'anta interna sinistra viene illustrato il martirio e la decapitazione di San Giorgio; nell'anta interna destra l'ordinazione episcopale, il letto di morte e la glorificazione di San Martino.
Le ante esterne mostrano San Giorgio che uccide il drago (a sinistra) e il martirio di San Sebastiano (a destra).
Sopra al trittico, ai piedi della vetrata, statua in arenaria del XIV secolo di San Martino che divide il mantello.

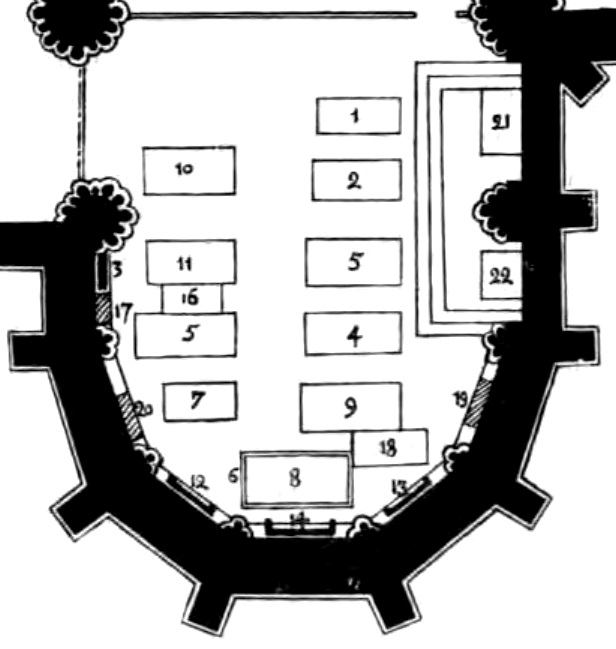
Planimetria del Landgrafenchor

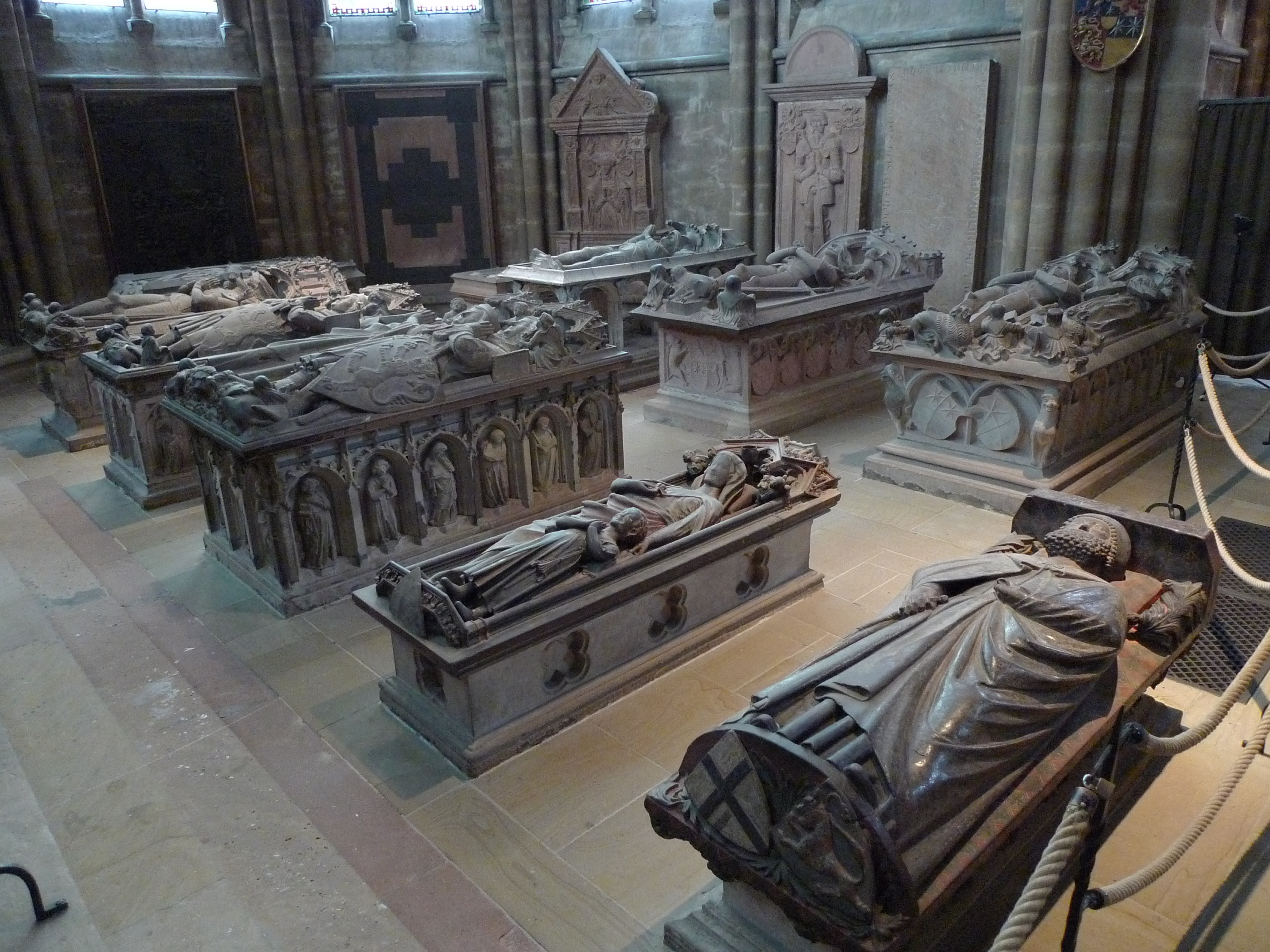
Tombe dei Langravi

Nel mezzo del Landgrafenchor ci sono dieci tombe monumentali rivolte a est, sette epitaffi nelle pareti e ulteriori tombe sotto il pavimento. La tomba più antica è quella di Corrado di Turingia, la prima entrando del Coro.
Le tombe, secondo la numerazione e l'identificazione di Friedrich Küch sono:
1. Corrado di Turingia († 1240)
2. Adelaide di Brunswick († 1274)
3. Enrico il Giovane († 1298)
4. Enrico I d'Assia († 1308)
5. Giovanni d'Assia († 1311) e Adelaide di Brunswick-Lüneburg († 1311)
6. Adelaide von Ravensberg († 1335/39)
7. Enrico II d'Assia († 1376) ed Ermanno II d'Assia († 1413)
8. Margherita di Norimberga († 1406)
9. Luigi I d'Assia († 1458)
10. Luigi II d'Assia († 1471) e Mectilde di Württemberg († 1495)
11. Enrico III d'Assia († 1483)
12. Anna di Katzenelnbogen († 1494)
13. Guglielmo III d'Assia († 1500)
14. Iolanda di Lorena († 1500)
15. Guglielmo II d'Assia († 1509)
16. e 17. Guglielmo I d'Assia († 1515)
18. e 19. Anna di Meclemburgo-Schwerin († 1525)
20. Elisabetta d'Assia († 1557)

### Navata meridionale

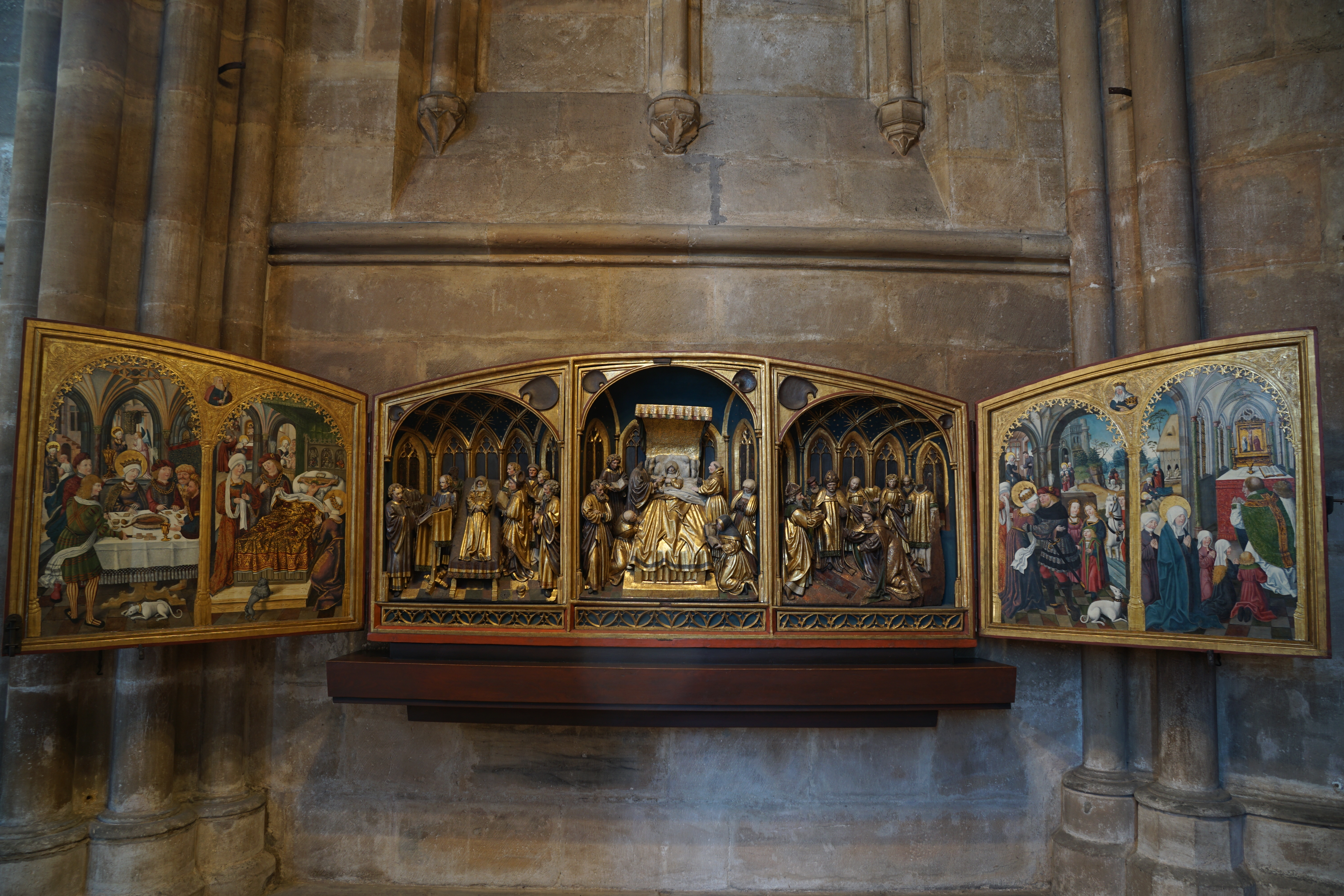
Elisabethaltar (navata meridionale)

Dal Landgrafenchor si ritorna nella zona che era riservata ai laici.
Nel quinto pilastro della navata meridionale Imago Pietatis di Gesù Cristo, pittura della seconda metà del XV secolo.
Ai lati della parte interna del portale meridionale due statue di apostoli (Filippo e Giacomo), precedentemente situate nel pontile, rimaste dopo l'iconoclastia del 1619. 
All'inizio della navata sud, contrapposto al Sippenaltar della navata nord, si trova l'Elisabethaltar (Altare di Santa Elisabetta), trittico a cerniera scolpito da Ludwig Juppe nel 1513 (pannello centrale) e dipinto da Johann von der Leyten (le ante laterali). Inizialmente collocato nell'Elisabethchor, nel 1931 fu spostato nell'attuale collocazione.
Nel pannello centrale la rappresentazione della morte di Santa Elisabetta: la veglia funebre (a sinistra), Elisabetta riceve l'Estrema Unzione (al centro), la traslazione delle sue ossa dalla tomba (a destra).
Nell'anta interna sinistra il miracolo del mantello e il miracolo del Crocifisso nel letto matrimoniale. Nell'anta interna destra scene della vita di Santa Elisabetta.
Nelle ante esterne scene della giovinezza di Elisabetta (frammenti).

## Organi
La Chiesa di Santa Elisabetta è dotata di tre organi.

### Organo maggiore

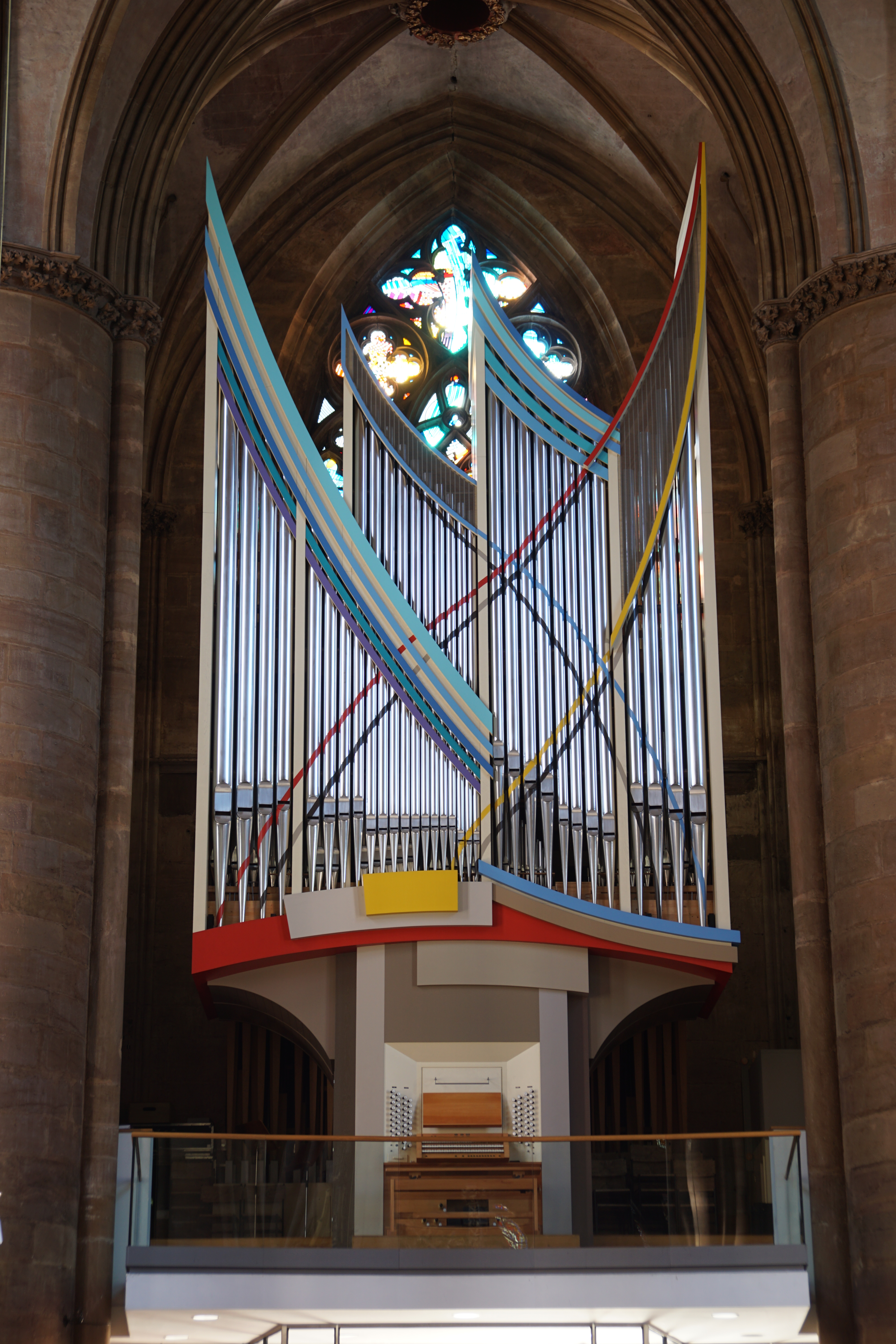
Organo Klais

Nella seconda metà del XV secolo la chiesa disponeva già di due organi. L'organo più antico fu installato tra il 1467 e il 1477 nella parete est dell'Elisabethchor sulle mensole sopra l'Elisabethaltar. Arnold Rucker di Seligenstadt costruì un nuovo strumento tra il 1512 e il 1514, che fu riparato e ricostruito più volte nel corso dei secoli. Nel 1776 il vecchio organo fu spostato nella galleria della controfacciata e ampliato da 14 a 18 registri.
Nel corso della ristrutturazione completa della chiesa negli anni 1854-1861 Friedrich Helbig sostituì il vecchio organo. Lo strumento a due manuali era dotato di 32 registri ed è stato rivisto da Wilhelm Sauer nel 1899 e passato a somieri conici pneumatici. Nel 1963 la ditta Werner Bosch Orgelbau costruì un organo a tre manuali con 55 registri, di cui due da 32', con gioco meccanico e sistema di trasmissione elettrico di arresto.
Smontato e venduto nel 2005, è stato sostituito da un organo della ditta Johannes Klais Orgelbau. Ha 57 registri su tre manuali e un pedale. Il gioco è meccanico, l'arresto è meccanico-elettrico. La benedizione dell'organo è avvenuta il 5 novembre 2006. Come il precedente, l'organo Klais si trova nella controfacciata, ma leggermente spostato in avanti per motivi acustici. Il buffet riprende i colori della vetrata dello Spirito Santo di Georg Meistermann così come le forme del gotico.
Nel 2020 l'organo Klais è stato ampliato a 58 registri.

### Chororgel
Nel 1960 la ditta Bosch installò un organo a coro senza cassa in una nicchia nella parete nord dell'Hohen Chor. Lo strumento dispone di 13 registri che si dividono in due manuali e un pedale.

### Truhenorgel
Gerald Woehl ha costruito un organo a petto mobile con cinque registri nel 2006. Il concetto tonale si basa sull'edificio dell'organo barocco della Germania centrale. Viene utilizzato per i servizi battesimali nell'Elisabethchor.